# Rymosia pectinata
Rymosia pectinata är en tvåvingeart som beskrevs av Sherman 1921. Rymosia pectinata ingår i släktet Rymosia och familjen svampmyggor.
Artens utbredningsområde är British Columbia. Inga underarter finns listade i Catalogue of Life.